# Godefroy de Blonay

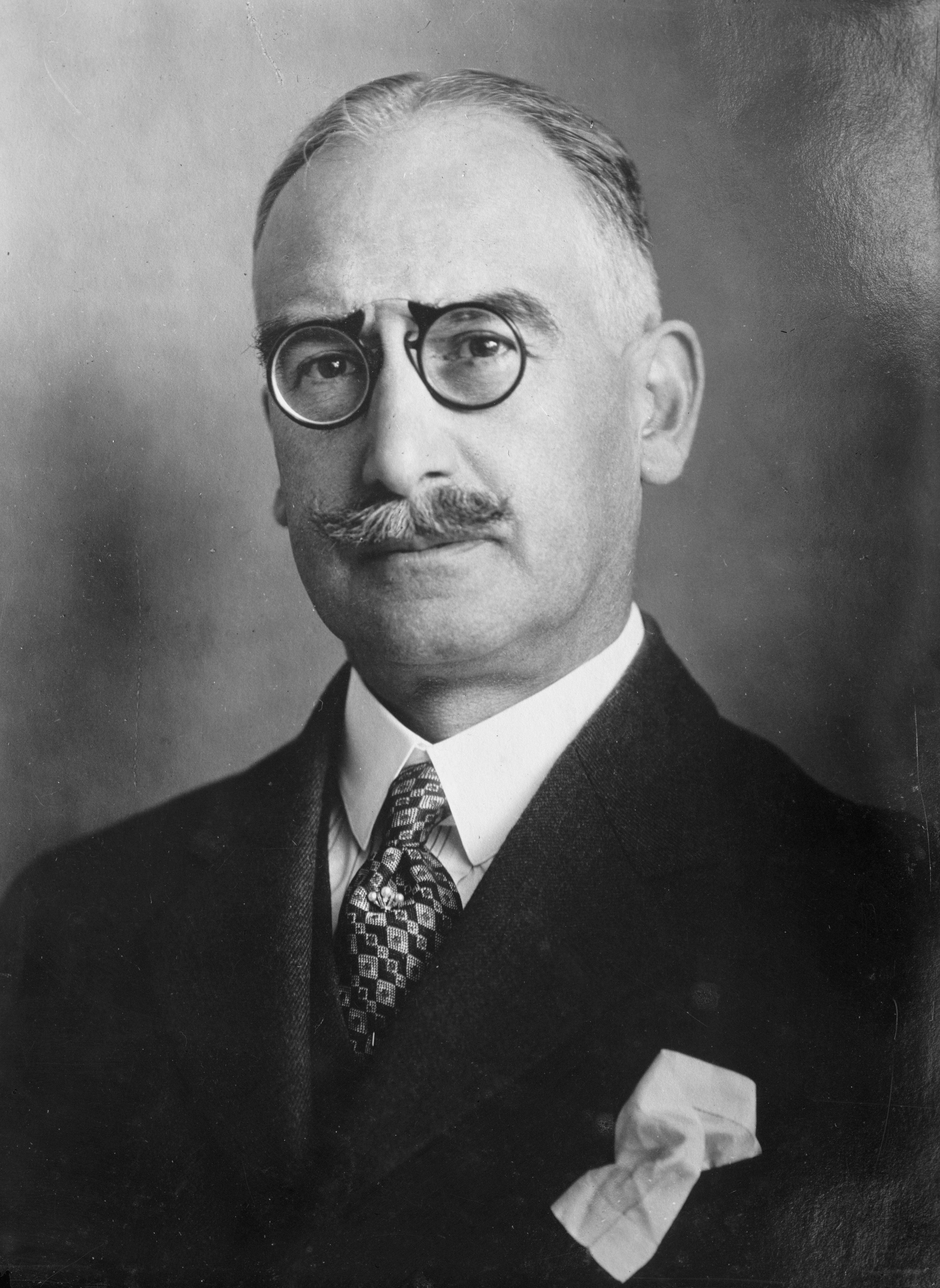
Godefroy de Blonay

Godefroy de Blonay (* 25. Juli 1869 in Niederschönthal, Gemeinde Füllinsdorf, Kanton Basel-Landschaft; † 14. Februar 1937 in Biskra, Französisch-Algerien) war ein Schweizer Indologe und Mitglied des Internationalen Olympischen Komitees (IOC). 
Er war der Sohn von Gustave Louis de Blonay, dem Besitzer von Schloss Grandson. Nachdem Blonay in Paris ein Ägyptologie-Studium absolviert hatte, wechselte er zur Indologie und befasste sich mit indischen Sprachen und Zivilisationen. Von 1911 bis 1929 war er als Privatdozent an der Universität Neuchâtel tätig. Zudem war er von 1921 bis 1937 Präsident der Société d’histoire de la Suisse romande.
1899 war Blonay der erste Repräsentant der Schweiz im IOC, dem er bis zu seinem Tod angehörte. Er galt als enger Vertrauter des IOC-Präsidenten Pierre de Coubertin. 1912 besuchte er die Olympischen Spiele in Stockholm. Er war von deren perfekten Organisation derart begeistert, dass er wenig später die Gründung des Schweizerischen Olympischen Comités (SOC) initiierte, um die künftigen Schweizer Teilnahmen besser koordinieren zu können. Er konnte alle wichtigen Sportverbände einbinden und amtierte von 1912 bis 1915 als erster Präsident des SOC.
1916 trat Pierre de Coubertin während des Ersten Weltkriegs in die französische Armee ein. Godefroy de Blonay, der seit 1909 (bis 1923) der Schatzmeister des IOCs war, übernahm daraufhin kommissarisch den Vorsitz des IOC und leitete die Organisation bis 1919. Anschliessend war er weiter de facto Präsident, da Coubertin sich weitgehend zurückgezogen hatte. 1925 wurde Blonay offiziell zum Vizepräsidenten des IOC gewählt, was er nach mehreren Wiederwahlen bis zu seinem Lebensende blieb. 1925 hatte Blonay eigentlich für das Amt des Präsidenten kandidiert, er verlor jedoch deutlich gegen Coubertins Favoriten, den Belgier Henri de Baillet-Latour.